# Česká Zbrojovka
Ческа Збройовка (чеськ. Česká Zbrojovka) — чеська збройова компанія, заснована 27 червня 1936.

## Історія

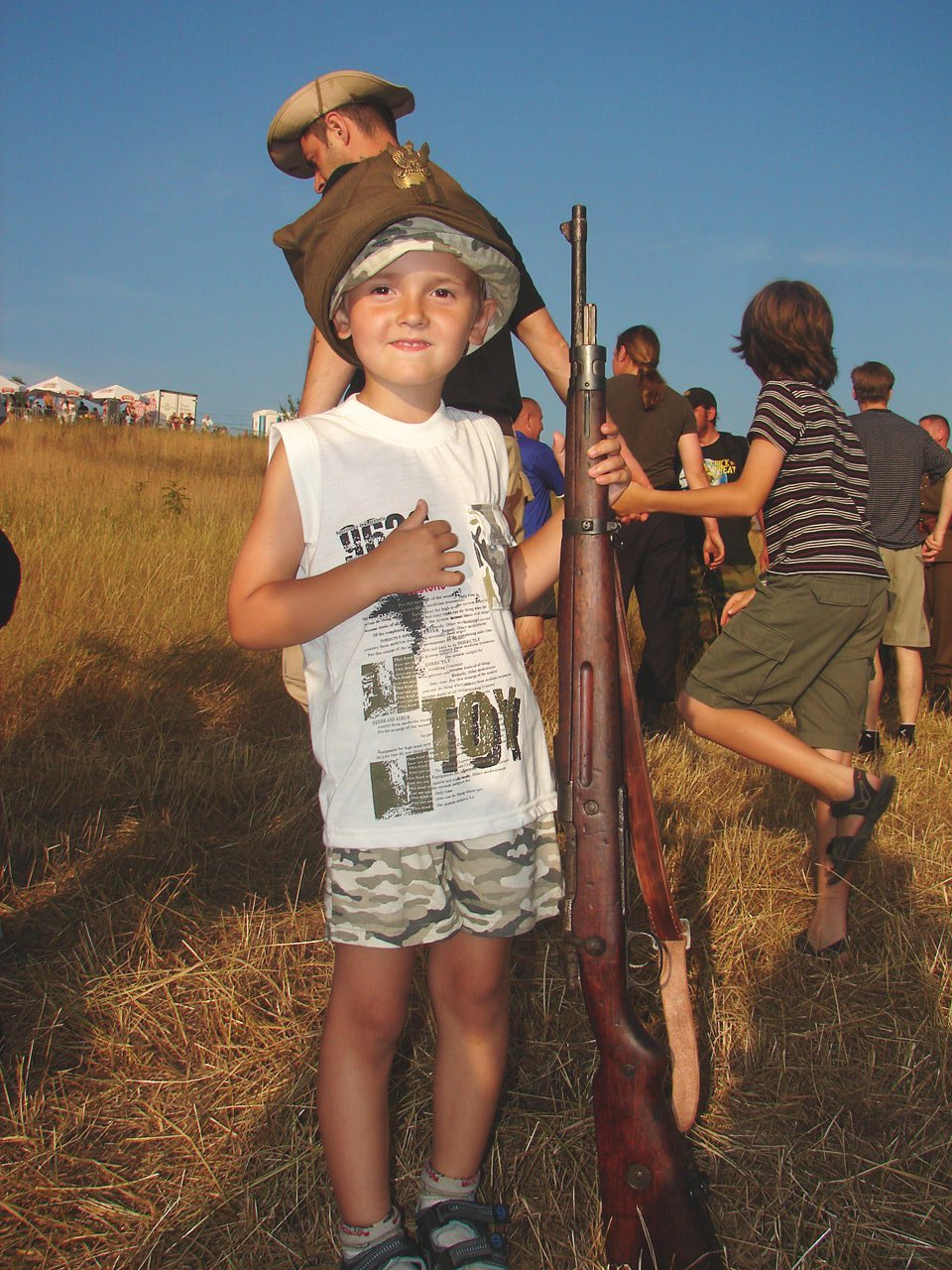
Mauser-vz.24 — виробництва ČZ

### Початок

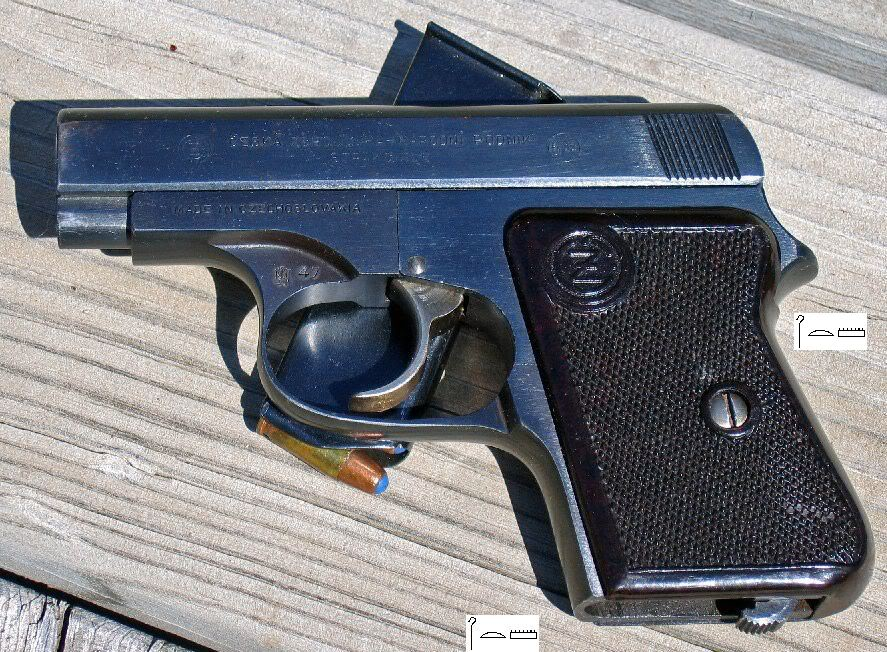
CZ 45 (1947)

Після завершення Першої світової війни, новоутворена Чехословаччина отримала добре розвинену військову промисловість. Наприкінці 1930-х на заводі проведено суттєвє осучаснення, зумовлене страхом перед можливою війною з Третім Рейхом. Згодом, перед початком Другої світової війни, військова промисловість країни дозволила чехословакам перетворити свої збройні сили на одні з найкращих у світі.
Потрібно зазначити, що перед окупацією країни, армія Чехословаччини була набагато краще оснащена за німецьку, але через зраду союзників (Британії та Франції), Вермахт фактично безперешкодно завоював країну.
Після окупації Чехословаччини нацистською Німеччиною, всі чехословацькі збройні заводи почали виробляти зброю для німецької армії. Кількість робітників збільшилася з 400 осіб (у 1939) до 1600 у 1944.

### ЧССР
Після завершення Другої світової війни, ЧССР стала соціалістичною республікою, котра сильно залежала від СРСР. Відповідно, вся військова промисловість була націоналізована, сталося це у 1946 році, а ČZ став частиною національного чеського підприємства Strakonice збройового заводу. Через відсутність оборонних контрактів, компанія перейшла на цивільну зброю, виробляючи пневматичну зброю.
Наприкінці 1940-х і на початку 1950-х відбулася реорганізація військової промисловості країни в так звані «професійні компанії». Остання така реорганізація відбулася в кінці 1992 року, коли підприємство отримало власну торгову марку — ČZ та стилізованим зображенням пістолета в колі, що символізує дуловий зріз ствола.

### Сучасний стан

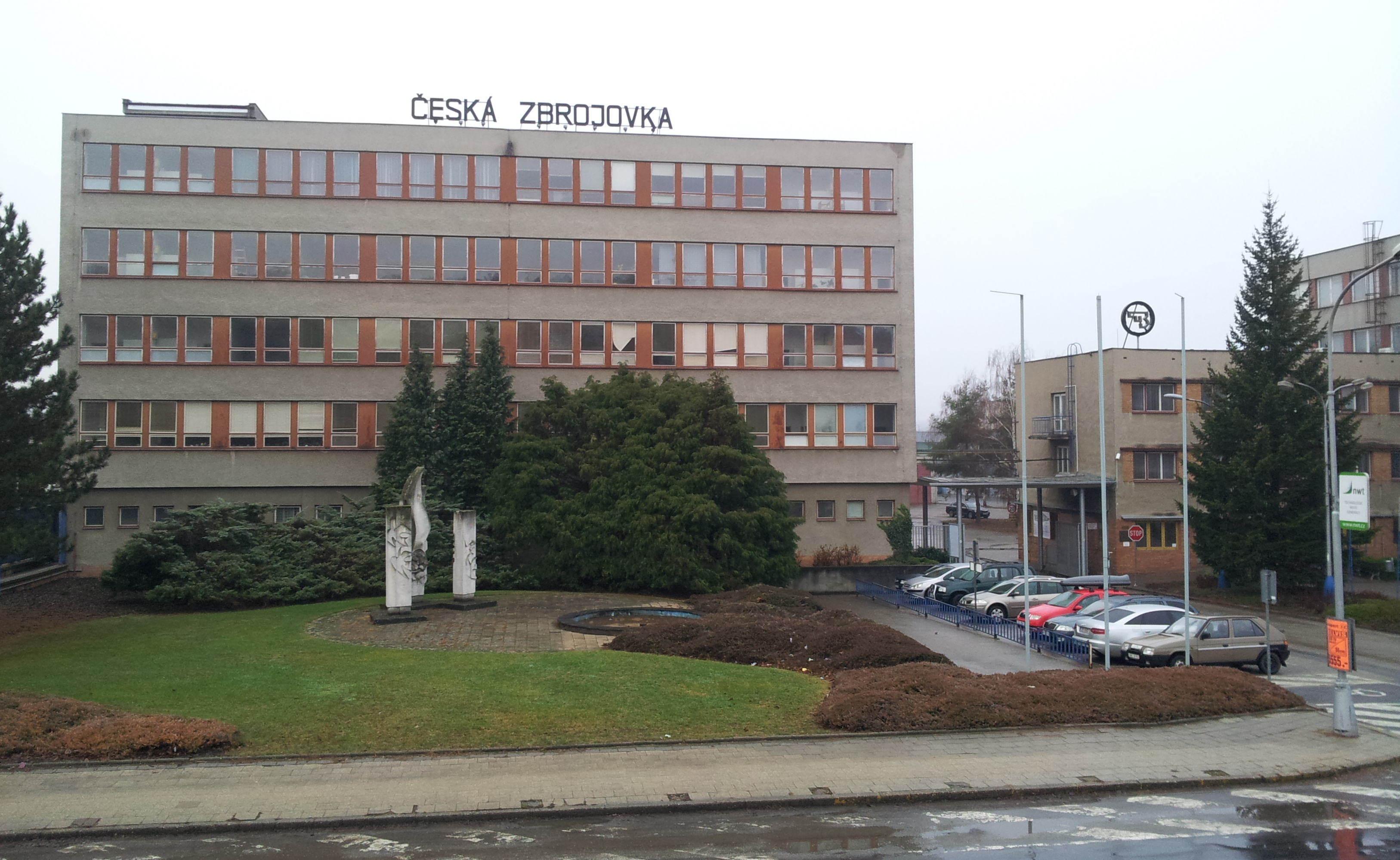
Офіс компанії Česká Zbrojovka

На даний час підприємство виробляє кілька видів нарізної та пневматичної зброї. Продукція відзначається хорошою якістю та низькою ціною. «Ceska Zbrojovka» виробляє всі деталі для своєї зброї на своїх заводах і не співпрацює з іншими виробниками.

## Продукція

### Пістолети
- CZ 45
- CZ 50
- CZ 52
- CZ 70
- CZ 75
- CZ 82 a CZ 83
- CZ 85
- CZ 97
- CZ 100
- CZ 110
- CZ 122
- CZ P-01
- CZ SP-01
- CZ 75 P-07

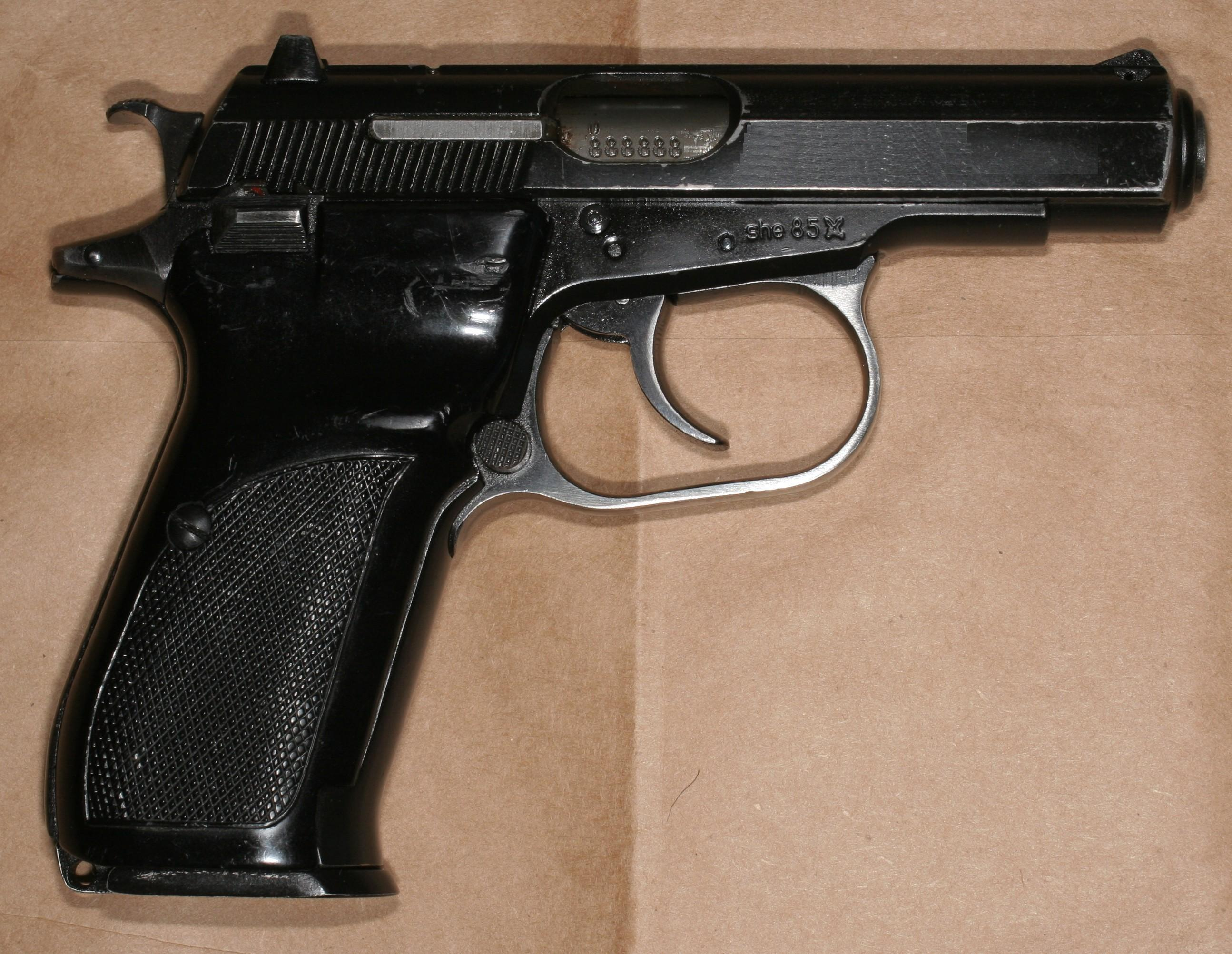
CZ 82

- ZKR 590 Grand revolver, v kalibrech .38 a .22 and 7.62

### Гвинтівки

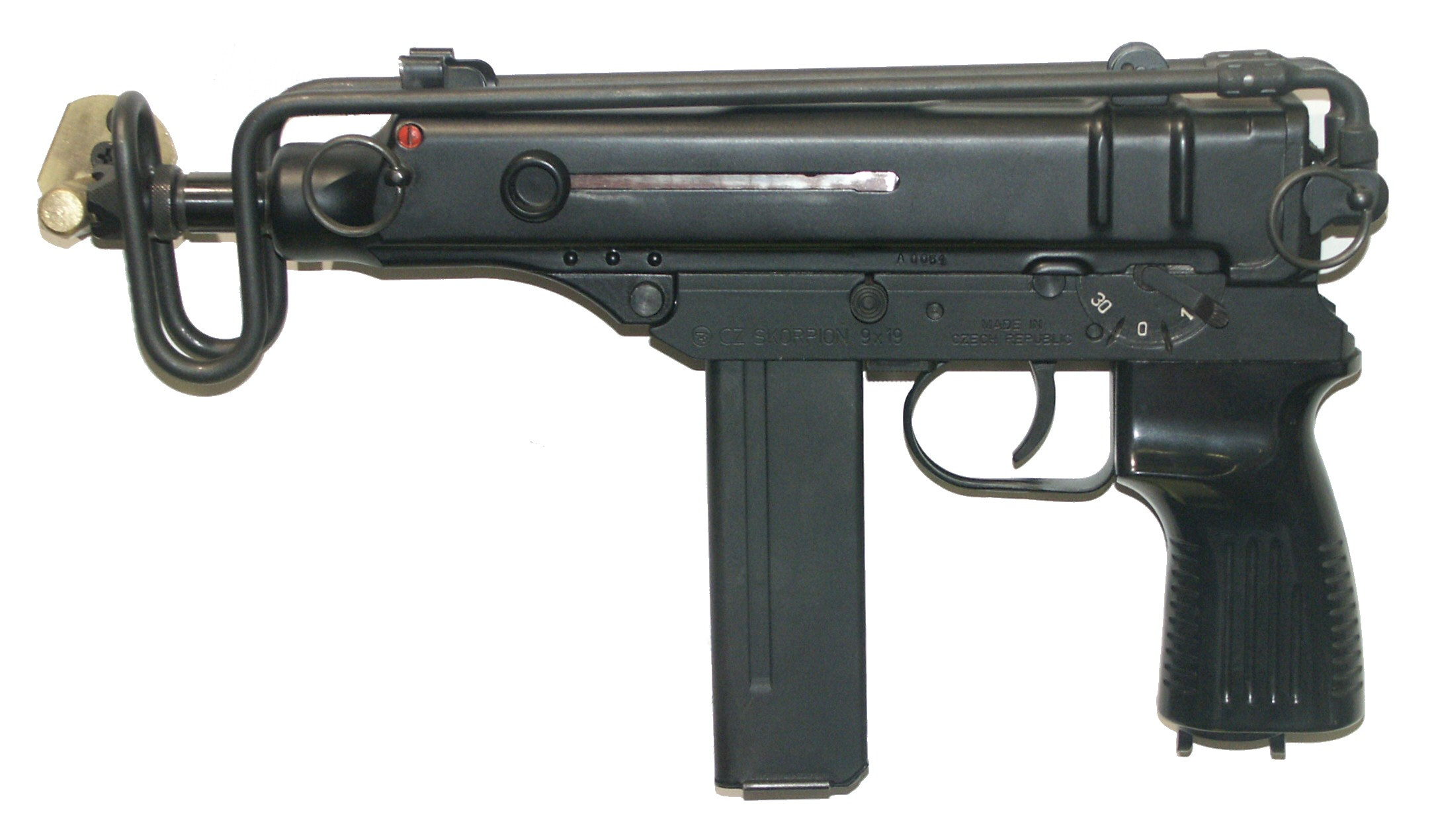
Skorpion

- CZ 550
- CZ 750
- CZ 584
- CZ 527

### Пневматична зброя
- LK 30
- MG 17

### Військові гвинтівки
- Vz. 24
- Vz. 33
- Vz. 52
- Vz. 52/57
- Sa vz. 58
- CZ 2000
- CZ 805 BREN

### Автомати

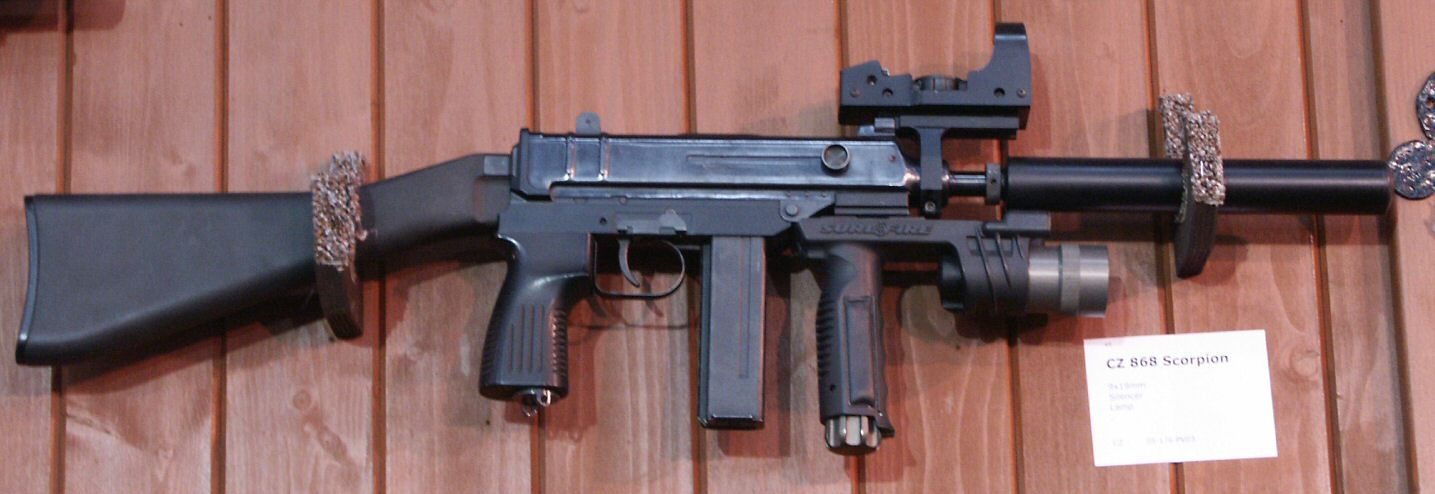
CZ 868 Skorpion

- CZ SCORPION EVO 3 A1 (9×19 мм Парабелум).
- Škorpion (7.65x17mm Browning SR).
- Vz. 48 (9×19 мм Парабелум).

### Дробовики
- CZ 581
- CZ 585

### Гранатомети
- CZ 805 G1

## Цікаві факти
- Пістолет CZ 82 (Відео)